# یوکیگاسن

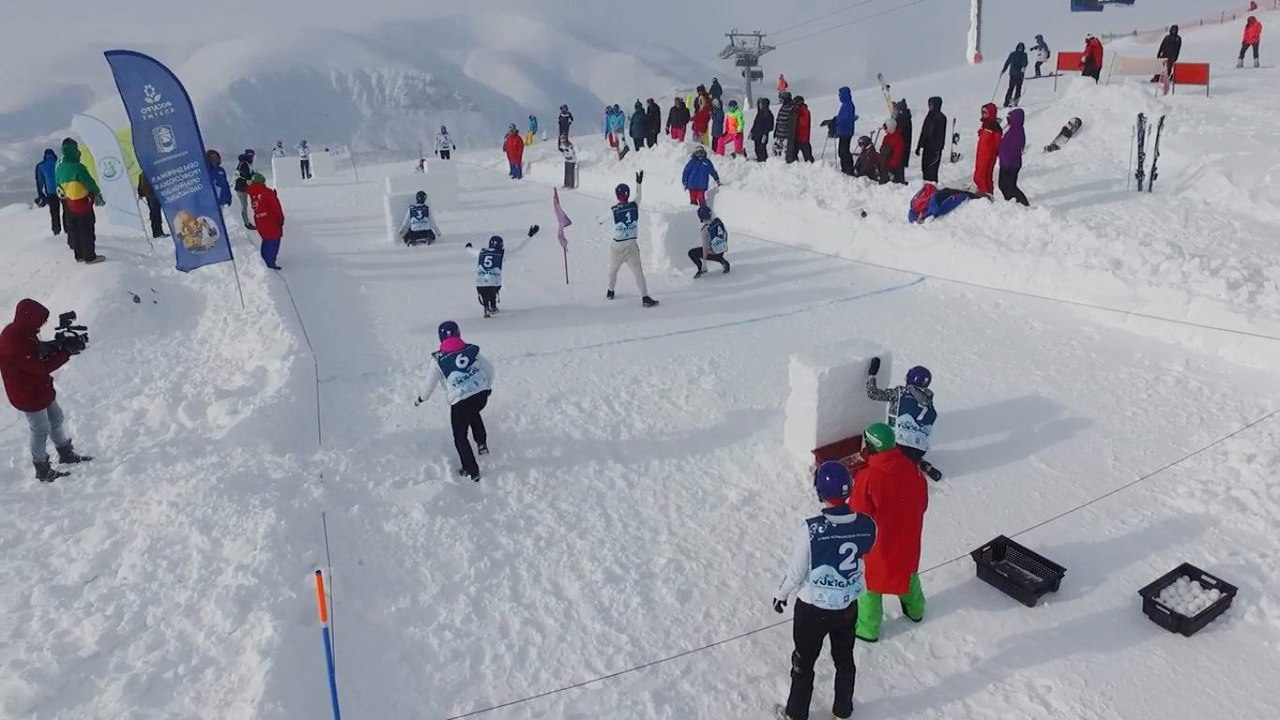
نمایی از فینال یوکیگاسن

یوکیگاسن (به ژاپنی: 雪合戦) یک گونه برف بازی ژاپنی است که با سازمان‌یافتگی تبدیل به یک ورزش شده‌است. امروزه این ورزش در کشورهای ژاپن، نروژ، استرالیا، سوئد و کانادا طرفداران زیادی دارد.
نام این ورزش از دو واژه ژاپنی یوکی به معنای برف و گاسن به معنای نبرد تشکیل شده‌است.

## قوانین
یوکیگاسن یک ورزش تیمی است که بین دو تیم ۷ نفره انجام می‌شود. زمین این بازی اندازه مشخصی دارد. مسابقات این ورزش بر اساس قوانین تنظیم شده توسط «فدراسیون یوکیگاسن ژاپن» انجام می‌شود. شباهت‌هایی نیز میان قوانین این رشته ورزشی با ورزش پینت‌بال نیز وجود دارد.